# Martin Kolomý
Pas d'image ? Cliquez ici
Martin Kolomý, né le 26 mai 1973 à Bruntál, est un pilote de rallyes tchèque, spécialiste de rallyes-raids en camions.

## Palmarès

### Résultats au Rallye Dakar
| Année | Categorie | Marque | Poste  | Position | Victoires d'etapes |
| ----- | --------- | ------ | ------ | -------- | ------------------ |
| 2010  | camion    |        |        | abd      |                    |
| 2011  | camion    |        |        | abd      |                    |
| 2012  | camion    |        |        | 7e       |                    |
| 2013  | camion    |        | pilote | 5e       |                    |
| 2014  | camion    | Tatra  | pilote | abd      |                    |
| 2015  | camion    |        |        | 5e       |                    |
| 2016  | camion    |        |        | 17e      | 1                  |
| 2017  | camion    |        | pilote | 15e      | 1                  |
| 2018  | camion    | Tatra  | pilote |          |                    |